# Clune Park Church

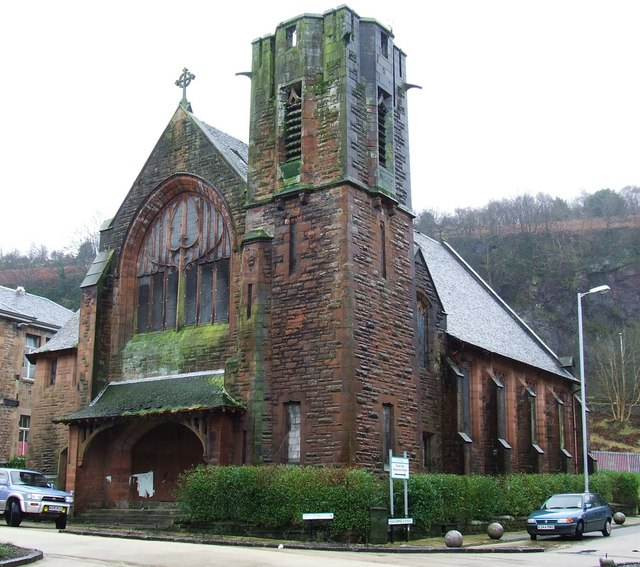
Clune Park Church

Die Clune Park Church ist ein Kirchengebäude in der schottischen Stadt Port Glasgow in der Council Area Inverclyde. 1979 wurde das Bauwerk in die schottischen Denkmallisten in der Kategorie B aufgenommen. Das Gebäude dient nicht mehr kirchlichen Zwecken.

## Beschreibung
Die Clune Park Church liegt im Westen von Port Glasgow an der Kreuzung zwischen Robert Street und Montgomerie Street. Direkt östlich liegt das Gebäude der ehemaligen Grundschule Clune Park School, die ebenfalls nicht mehr genutzt wird. Die Clune Park Church wurde im Jahre 1905 erbaut. Für den Entwurf zeichnet das Architekturbüro Boston, Menzies & Morton verantwortlich. Das Mauerwerk besteht aus rotem Sandstein. Die nordexponierte Frontseite ist mit einem weiten Portal mit Überdachung gestaltet. In der darüberliegenden Giebelfläche befindet sich ein großes Jugendstilfenster. Neben Jugendstilelementen sind auch Motive aus der ausklingenden Neogotik in die Planung eingeflossen. Rechts ragt ein verhältnismäßig niedriger Glockenturm auf.
Mit der Verschmelzung Kirchengemeinde mit der St Andrew’s Church im Jahre 1996 wurde das Gebäude obsolet und steht seitdem ungenutzt. Lediglich ein im Jahre 2006 eingerissener angrenzender Versammlungsraum wurde noch einige Jahre genutzt. Seit 1998 ist die Clune Park Church im Register gefährdeter denkmalgeschützter Bauwerke in Schottland gelistet. Pflanzenbewuchs und eindringende Feuchte gefährden die Substanz. Pläne zum Umbau des Innenraums zu neun Wohneinheiten scheiterten. 2014 wurde der Zustand des Gebäudes als sehr schlecht und seine Gefährdung als kritisch eingestuft.